# Eubucco versicolor
Eubucco versicolor е вид птица от семейство Capitonidae. Видът е почти застрашен от изчезване.

## Разпространение
Видът е разпространен в Боливия и Перу.